# پناهگاه صخره‌ای نیلگونک (۱)
پناهگاه صخره‌ای نیلگونک (۱) مربوط به دوران فرادیرینه‌سنگی - زارزی است و در شهرستان شیراز، بخش مرکزی، دهستان کفترک، ۳۰۰ متری شمال روستای نیلگونک واقع شده و این اثر در تاریخ ۲۳ بهمن ۱۳۸۵ با شمارهٔ ثبت ۱۷۲۳۲ به‌عنوان یکی از آثار ملی ایران به ثبت رسیده است.